# 1936年香港市政局選舉
1936年香港市政局選舉原定在1月13日舉行，選出市政局的一名非官守議員。是次選舉是潔淨局重組為市政局後的第一場選舉。原潔淨局議員李樹芬因為獲政府委任，產生空缺。周錫年博士在無競爭下當選。